# Matériel informatique
« Hardware » redirige ici. Pour les autres significations, voir Hardware (homonymie).
 (septembre 2013).
Si vous disposez d'ouvrages ou d'articles de référence ou si vous connaissez des sites web de qualité traitant du thème abordé ici, merci de compléter l'article en donnant les références utiles à sa vérifiabilité et en les liant à la section « Notes et références ».

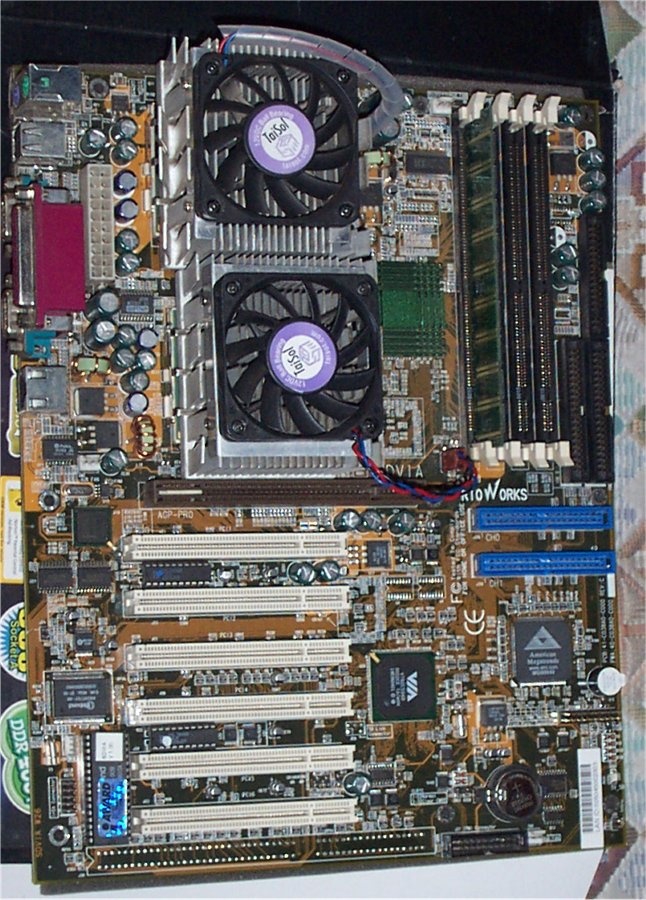
Carte mère avec deux processeurs et leurs ventilateurs.

Un matériel informatique (en anglais : hardware) est une pièce ou composant d'un appareil informatique. C'est la partie physique de l’informatique, elle est appairée avec le logiciel (software ou firmware). Il y a des composants situés à l'intérieur de l'appareil, souvent indispensables à son fonctionnement, et d'autres secondaires disposés à l'extérieur (les périphériques).
Les pièces intérieures sont la plupart du temps montées sur des circuits imprimés. Elles sont construites par différents fabricants et interconnectées entre elles. Des normes et un cahier des charges très précis respectés par les différents fabricants permet le fonctionnement de l'ensemble.
Les pièces peuvent servir à recevoir des informations, à les envoyer, les échanger, les stocker ou les traiter. Toutes ces opérations sont effectuées conformément aux instructions contenues dans les logiciels et aux manipulations des périphériques de l'interface homme-machine.

## Introduction
Un appareil informatique est un automate qui traite des informations conformément à des instructions préalablement enregistrées, selon le principe de la machine de Turing. Un micro-ordinateur est composé de :
- Un processeur est un dispositif qui exécute des instructions de calcul sur des informations. Le processeur puise les informations et les instructions de traitements dans des mémoires ou des dispositifs de stockage d'informations (internes ou externes). Les résultats des traitements sont eux aussi placés dans les mémoires ;
- Des dispositifs d'entrée permettent à un humain de commander l'appareil informatique et d'y introduire des informations (clavier, souris, clé USB, CD, etc.). D'autres périphériques (internes ou externes) permettent de connaître différents paramètres (position géographique, température, etc.) ;
- Des dispositifs de sortie servent à extraire les informations de l'appareil informatique, et les présenter sous une forme utilisable par un humain (écran, haut-parleur, etc.) ou par un périphérique tel qu'un DVD, une clé USB, etc. ;
- Des dispositifs de télécommunication permettent l'échange d'informations entre différents appareils informatiques grâce au réseau informatique (bluetooth, WIFI, Ethernet, etc.). Les câbles filaire assurent une connexion plus fiable et plus précise, que les transmission par ondes radioélectriques, quel que soit le périphérique, le temps et la disposition des locaux.

## Le boîtier et les périphériques

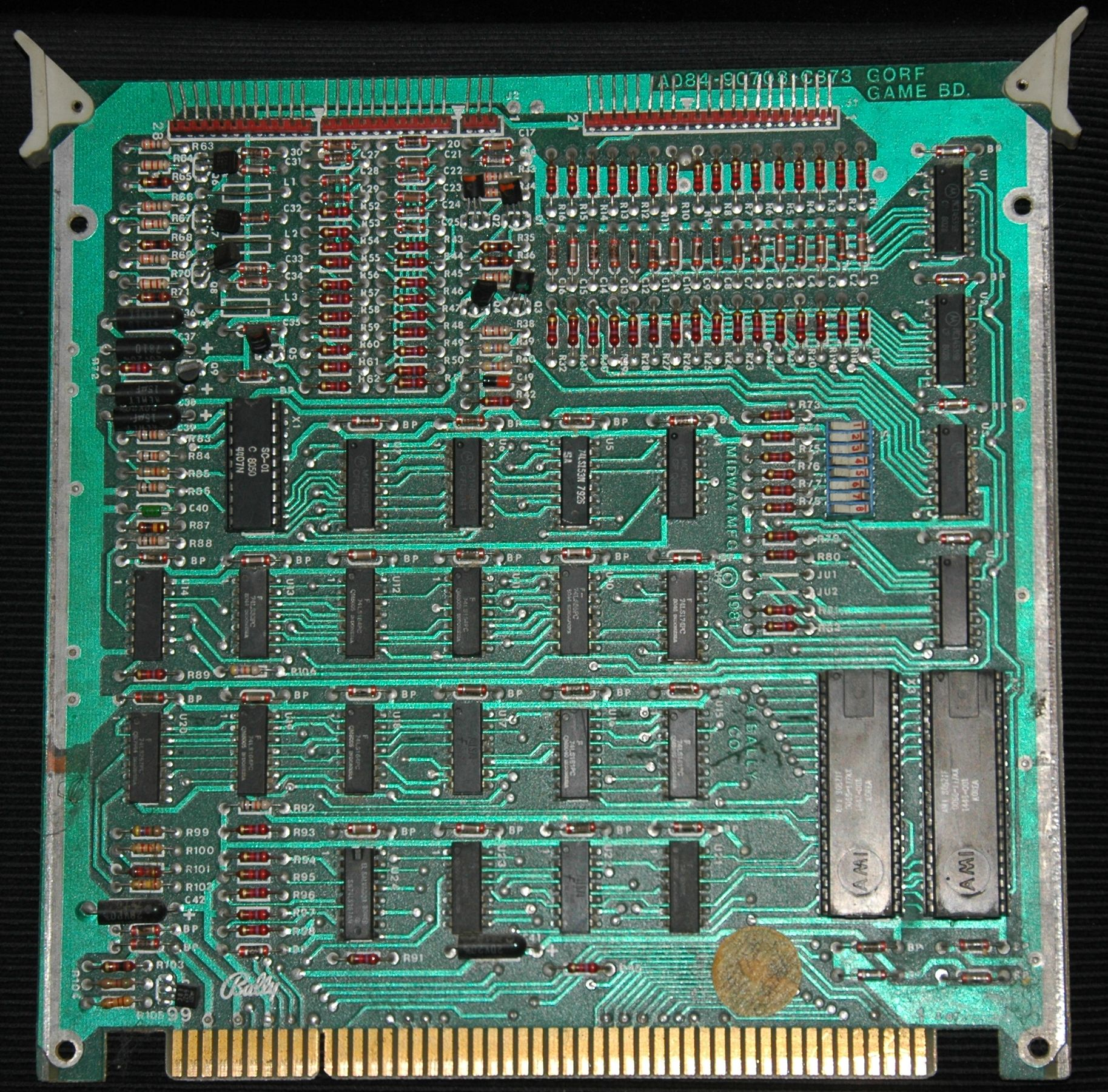
Un circuit imprimé.

L'intérieur du boîtier d'un appareil informatique contient un ou plusieurs circuits imprimés sur lesquels sont soudés des composants électroniques et des connecteurs. La carte mère est le circuit imprimé central, sur lequel sont connectés tous les autres équipements. Les périphériques sont par définition les équipements situés à l'extérieur du boîtier. Ces équipements peuvent être connectés par des câbles, qui sont souvent des bus informatiques ou Ethernet mais de plus en plus souvent par des liaisons radios (WIFI, Bluetooth, etc.)

### Le bus informatique
Un bus informatique est un ensemble de lignes de communication qui servent aux échanges d'informations entre les composants d'un appareil informatique. Les informations sont transmises sous forme de suites de signaux électriques.
- Dans un bus série, les informations sont transmises un bit après l'autre sur une seule ligne du bus, ou deux (une dans chaque sens)
- Dans un bus parallèle, les informations sont transmises par groupes de bits sur plusieurs lignes en même temps.

La « largeur » d'un bus parallèle désigne le nombre de bits d'un groupe et donc le nombre de lignes utilisées pour sa transmission.
Quelques standards de bus informatiques :
- SCSI (sigle de l'anglais Small Computer System Interface) est une norme industrielle de bus parallèle, sortie en 1986, utilisée pour relier des disques durs, des scanners, ainsi que divers mémoires de masses ;
- IDE (sigle de l'anglais Integrated Drive Electronics) est une norme industrielle de bus parallèle, sortie en 1994, utilisée pour relier des mémoires de masse ;
- USB (sigle de l'anglais Universal Serial Bus) est une norme industrielle de bus série, sortie en 1996, utilisée pour relier de nombreux périphériques ;
- PCI (sigle de l'anglais Peripheral Component Interconnect) est une norme industrielle de bus parallèle, sortie en 1992, utilisée pour relier des circuits imprimés.

## Entrée
Les périphériques d'entrée servent à commander l'appareil informatique ou à y envoyer des informations.
Les données d'entrées sont numérisées pour pouvoir être utilisée par le processeur.
L'ensemble des dispositifs de commande, et les périphériques de sortie directement associés forment une façade de commande appelée interface homme-machine.

### Équipements de commande

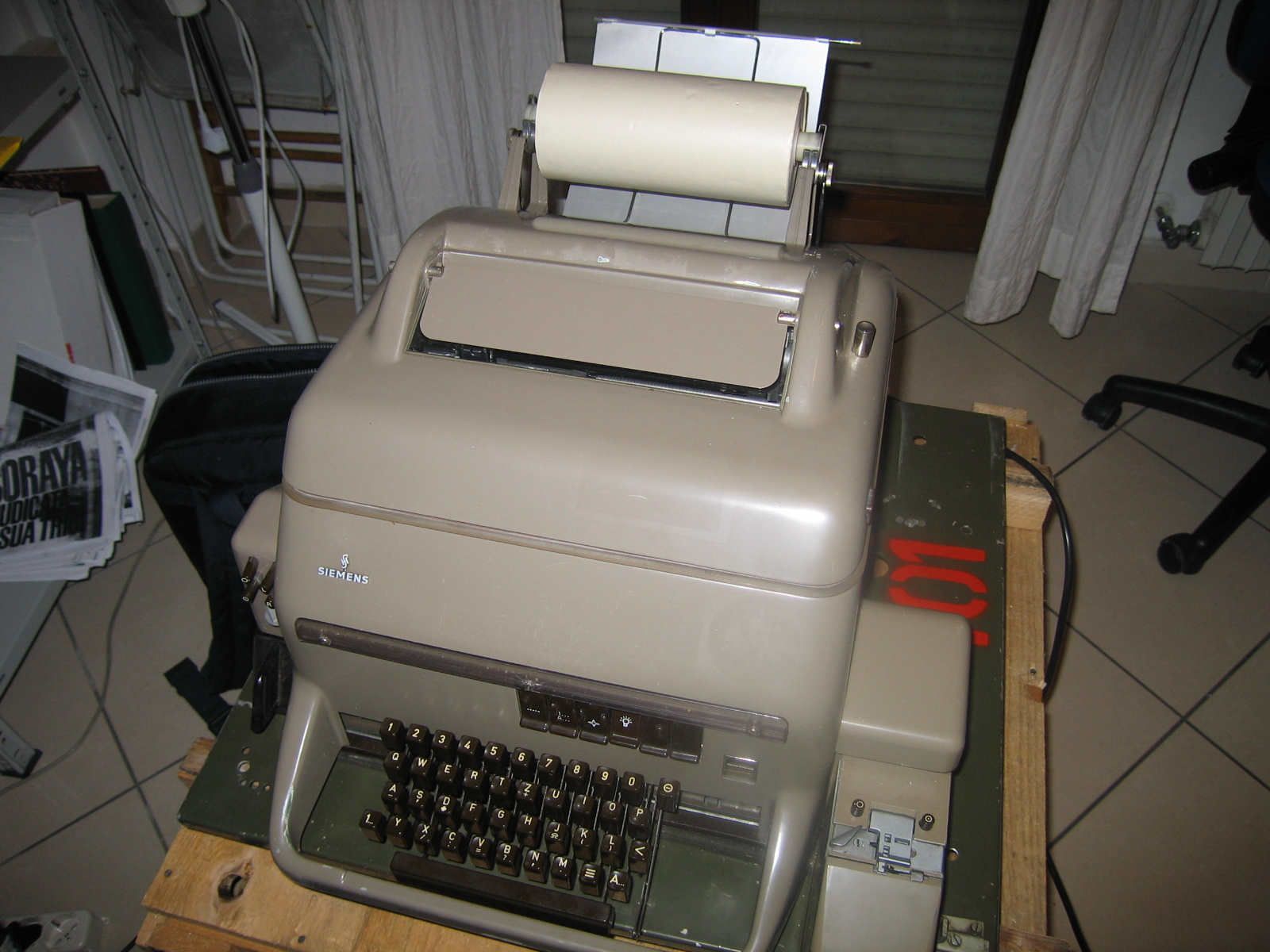
Un téléscripteur, ou télétype.

Les lecteurs de cartes perforées (Herman Hollerith, 1890) sont les périphériques d'entrée qui équipaient les premiers ordinateurs. Ils ont été utilisés jusque dans les années 1980. Les cartes perforées servaient en même temps de mémoire de masse, de périphérique d'entrée et de périphérique de sortie.
Un télétype est un type d'appareil créé en 1925, semblable à une machine à écrire et utilisé pour introduire des textes dans un système informatique.
Un terminal est un groupe de périphériques d'entrée et de sortie (clavier, souris, écran), utilisés pour commander à distance un appareil informatique. Les terminaux étaient d'usage courant sur les ordinateurs jusque dans les années 1980.
Un émulateur de terminal est un logiciel placé dans un appareil informatique pour permettre à l'utilisateur de piloter un autre appareil comme s'il se trouvait aux commandes d'un terminal.

#### Équipements courants
La souris, la tablette graphique et le crayon optique sont des dispositifs de pointage. Ils servent à désigner un objet sur une surface — généralement un écran.
Un écran tactile est un écran sensible à la pression. Il permet de désigner un objet à sa surface avec le doigt, sans utiliser de dispositif de pointage.
Le joystick, les manettes, le volant, le pistolet et le gant électronique sont des dispositifs de pilotage utilisés en réalité virtuelle, notamment avec les consoles de jeux vidéo et les simulateurs de vol.

#### Divers
En musique assistée par ordinateur, les informations sont introduites en utilisant le clavier d'un synthétiseur.
Les appareils informatiques peuvent être pilotés par une télécommande.
Dans une interface neuronale directe, l'appareil est piloté directement par le cerveau de l'utilisateur.
Les robots sont des appareils informatiques sans dispositif de commande — par définition un robot ne se commande pas. Ils peuvent par contre être équipés de capteurs de distance, d'altitude, ou de positionnement géographique analogue à celui du GPS.

### Envoi d'informations

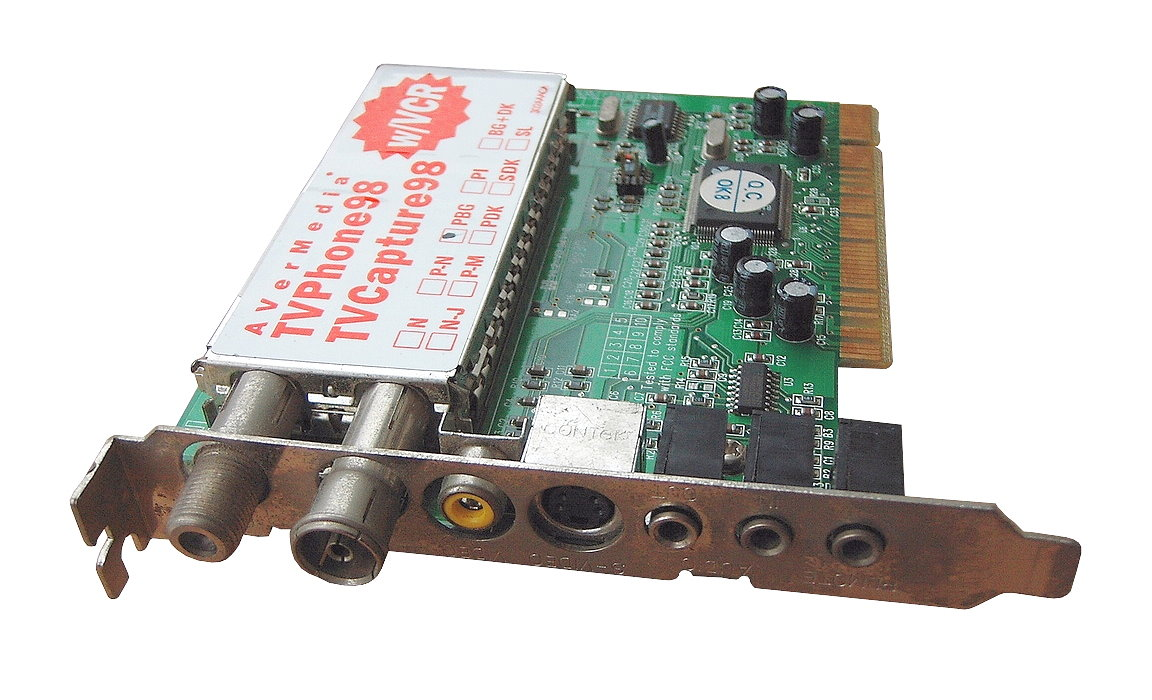
Carte de numérisation vidéo.

- La numérisation est le procédé de transformation d'une information du monde réel en suites de nombres binaires pouvant être manipulées par un appareil informatique. La transformation est faite par un circuit électronique. La construction du circuit diffère en fonction de la nature de l'information à numériser.
- Un scanner est un appareil servant à numériser des images. Il peut s'agir de documents papiers, de photographies ou de diapositives. Un appareil photo numérique est un appareil photo équipé d'un circuit de numérisation interne. Les prises de vue peuvent être numérisées en utilisant un circuit de numérisation et un caméscope. Les caméscopes numériques sont des caméscopes équipés d'un circuit de numérisation interne. La webcam est une caméra numérique miniature.
- Des enregistrements audio peuvent être numérisés en utilisant un circuit de numérisation et une source audio telle que micro ou magnétophone.
- Une balance, en électronique numérique, permet de numériser le poids des objets.

## Stockage d'informations

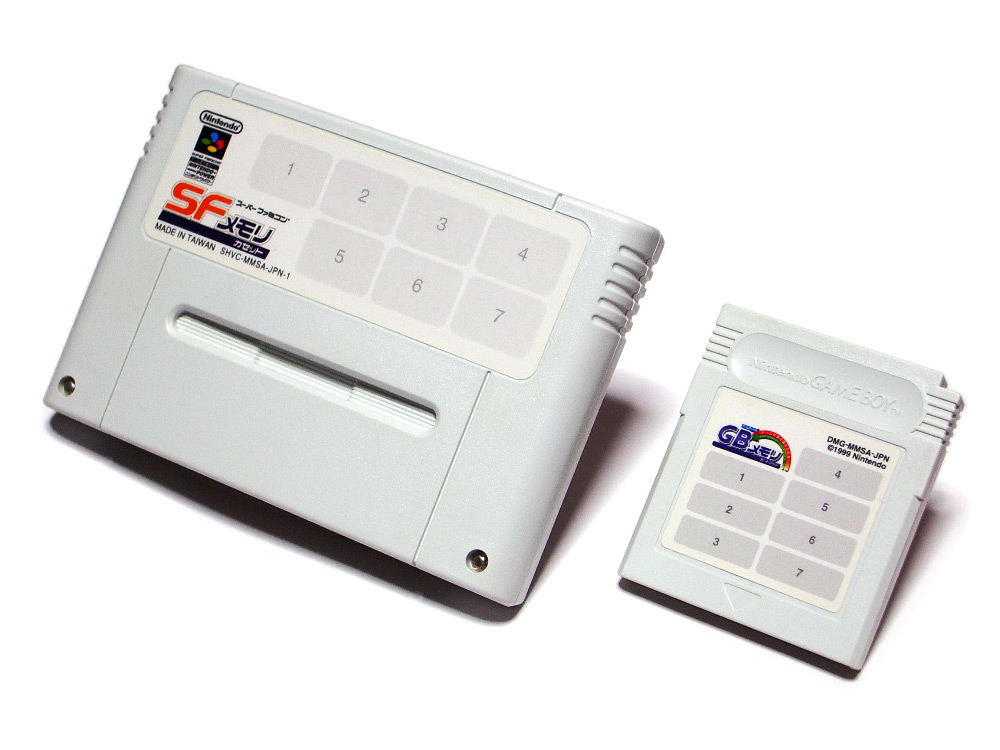
Cartouches de mémoire flash.

Les équipements de stockage servent à conserver des informations sous forme de nombres binaires.
- Une mémoire est un dispositif électronique (circuit intégré) ou électromécanique destiné à conserver des informations dans un appareil informatique.
- Une mémoire cache est une mémoire de faible capacité a grande vitesse destinée à conserver provisoirement des informations fréquemment manipulées par l'appareil informatique.
- Une mémoire de masse est un dispositif de stockage de grande capacité — souvent électromécanique — destiné à conserver longtemps une grande quantité d'informations.

### Circuits intégrés
- Une mémoire morte est une mémoire faite de circuit intégré où les informations ne peuvent pas être modifiées. Ce type de mémoire est souvent utilisée pour conserver définitivement des logiciels embarqués.
- Une mémoire vive est une mémoire faite de circuit intégré où les informations peuvent être modifiées. Les informations sont perdues à la mise hors tension.
- Une mémoire flash est une mémoire dans laquelle les informations subsistent à la mise hors tension. Les premières techniques de mémoire flash étaient des circuits intégrés qui pouvaient être vidés par un flash lumineux.
- Les mémoires à tore de ferrite utilisent une technique de mémoire magnétique construite dans les années 1960.

### Mémoire de masse

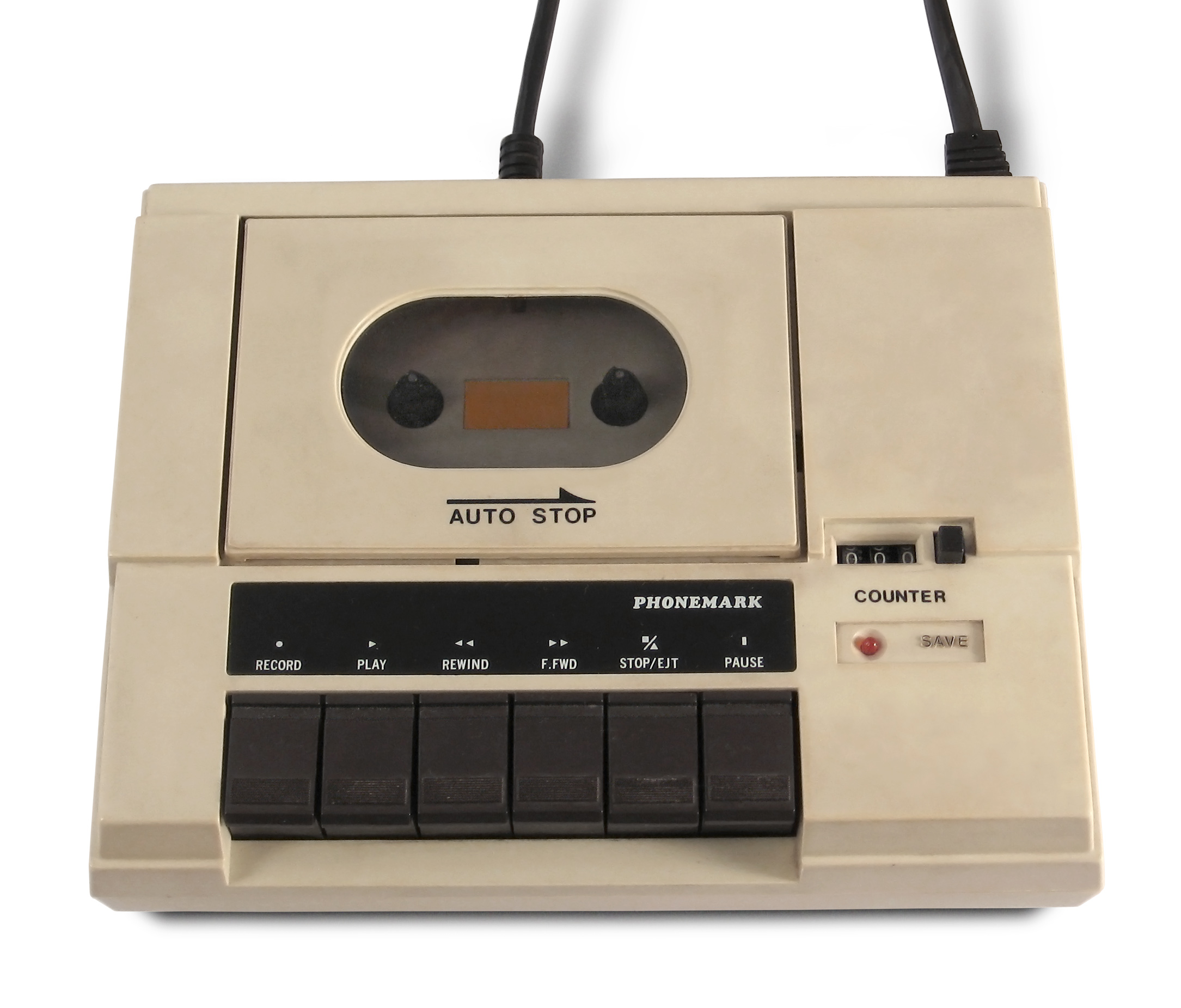
Un lecteur de cassettes informatiques.

- Une mémoire de masse est dite à accès séquentiel quand le contenu ne peut être lu que dans un ordre précis, comme les bandes et les cassettes.
- Une mémoire de masse est dite à accès direct quand le contenu peut être lu dans un ordre quelconque, comme les disques magnétiques ou optiques.
- Un SSD (de l'anglais solid-state drive) est une mémoire de masse, sans aucune pièce mobile, constitué de mémoires électroniques non volatiles.
- Un disque dur est une mémoire de masse à accès direct composée d'un ou de plusieurs disques rigides et magnétiques. Les premiers disque durs ont été construits en 1956. C'est une des mémoires de masse les plus utilisées sur les ordinateurs.
- Les disques optiques, des disques en matière transparente tels que le Disque compact ou le DVD sont utilisés comme mémoire de masse à accès direct. Les premiers Disques compacts ont été construits en 1979.
- Les bandes magnétiques sont utilisées comme mémoire de masse à accès séquentiel depuis les années 1950. Et les cassettes DAT sont utilisées depuis les années 1980.

## Traitement

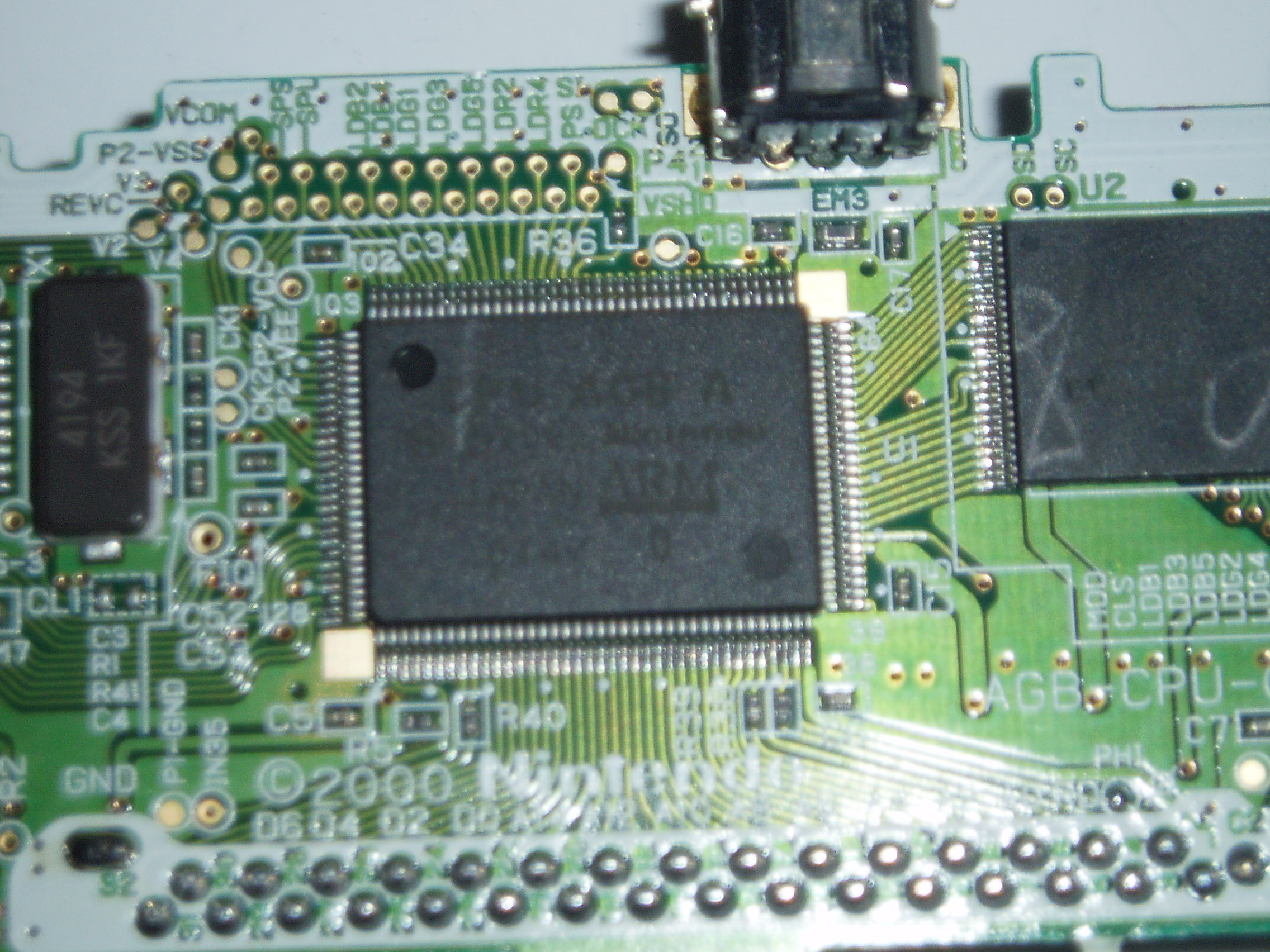
Un processeur ARM.

- Un processeur est un composant électronique qui exécute des instructions.
- L'acronyme CPU ((en) Central Processing Unit) désigne le ou les processeurs centraux de l'appareil. L'exécution des instructions par le ou les CPU influence tout le déroulement des traitements.

Un appareil informatique contient au minimum un processeur, voire deux, quatre, ou plus. Les superordinateurs contiennent des centaines, voire des milliers de processeurs reliés en réseau.
- L'acronyme RISC (en anglais Reduced Instruction Set Computer) désigne un processeur dont le nombre d'instruction a été réduit au minimum. Cette technologie est apparue dans les années 1980 pour remplacer les CISC.
- L'acronyme CISC (en anglais Complex Instruction Set Computer) désigne un processeur dont le nombre d'instruction est étendu, par opposition à RISC.
- L'acronyme FPU (en anglais Floating Point Unit) désigne un processeur arithmétique, conçu pour effectuer des calculs sur des nombres réels en virgule flottante.
- Une adresse mémoire est l'information numérique qui indique à quel endroit dans la mémoire se trouve une information.
- L'acronyme MMU (en anglais Memory Management Unit) désigne le composant qui contrôle les échanges d'informations entre les processeurs, et les mémoires. Il effectue notamment les opérations de transformation d'adresse nécessaire au mécanisme de la mémoire virtuelle.
- L'acronyme GPU (en anglais Graphics Processing Unit) désigne le microprocesseur chargé d'assurer l'affichage des éléments présents à l'écran et d'effectuer les opérations d'affichage et de manipulation de données graphiques (jeux vidéo, calculs avancés en 3D…). Il est généralement embarqué sur les cartes mères récentes afin d'assurer le bon affichage des éléments graphiques principaux du système d'exploitation mais une carte graphique dédiée est nécessaire pour faire fonctionner les applications gourmandes en ressources graphiques.
- Les circuits intégrés du commerce contiennent souvent à la fois un CPU, un FPU et un MMU.

## Sortie

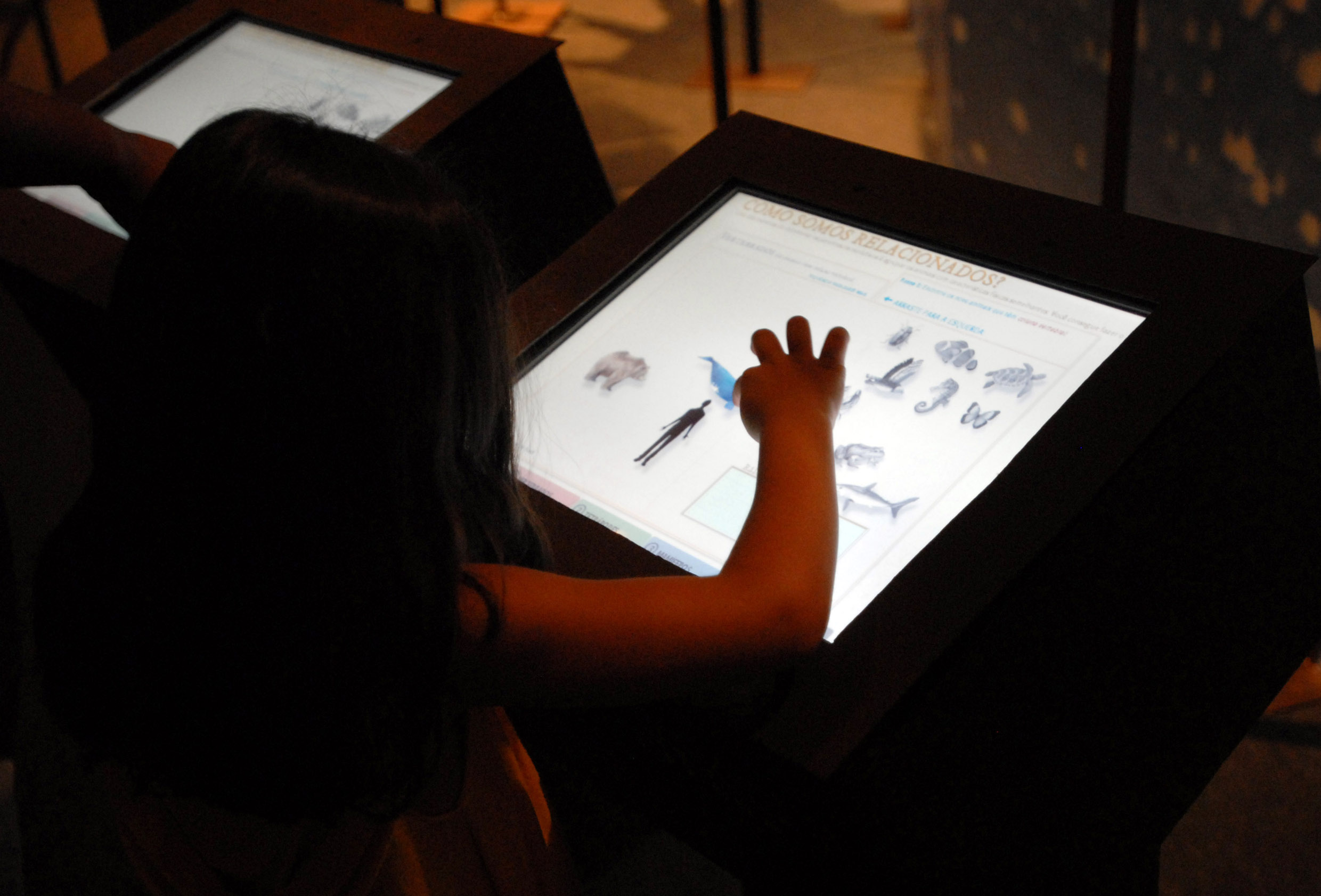
Un écran tactile.

Les équipements de sortie servent à présenter les informations provenant d'un appareil informatique sous une forme reconnaissable par un humain.
- Un convertisseur numérique-analogique, CNA (ou parfois en anglais DAC — Digital to Analog Converter) est un composant électronique qui transforme une information sous forme de suite de nombres binaires en signal électrique analogique. Il effectue le travail inverse de la numérisation.
- Un RAMDAC est un convertisseur numérique-analogique qui transforme une information numérique stockée dans une mémoire vive (RAM) en signal analogique.

### Écran
- Un écran est une surface sur laquelle est affichée une image. Les images à afficher sont générées par un circuit électronique équipé d'un RAMDAC.
- Un moniteur est un écran d'une technologie analogue à celles utilisées sur les téléviseurs, et qui affiche des images provenant de l'appareil informatique.
- LCD est une technologie d'affichage d'images par l'effet visuel de cristaux liquides, utilisée depuis 1970, notamment sur les calculatrices.
- L'écran cathodique est une technologie d'affichage d'images par bombardement d'électrons sur une surface fluorescente. La première utilisation pratique a été l'oscilloscope en 1897, puis la télévision. Cette technologie utilisée sur les tout premiers ordinateurs est encore largement répandue aujourd'hui.
- Un visiocasque est une paire de lunettes équipée de deux écrans miniatures (une pour chaque œil) qui affichent des images légèrement différentes. Cet appareil permet de reproduire la perception du relief par la stéréoscopie. Il est utilisé en réalité virtuelle.
- Un écran tactile est un écran sensible à la pression. Il sert à la fois de dispositif de sortie (moniteur) et d'entrée (clavier, pointage).
- Un vidéoprojecteur est un équipement qui permet de projeter une image provenant d'un appareil télévision, vidéo ou informatique sur une surface blanche. Les vidéoprojecteurs utilisent parfois la technologie LCD.

### Imprimante

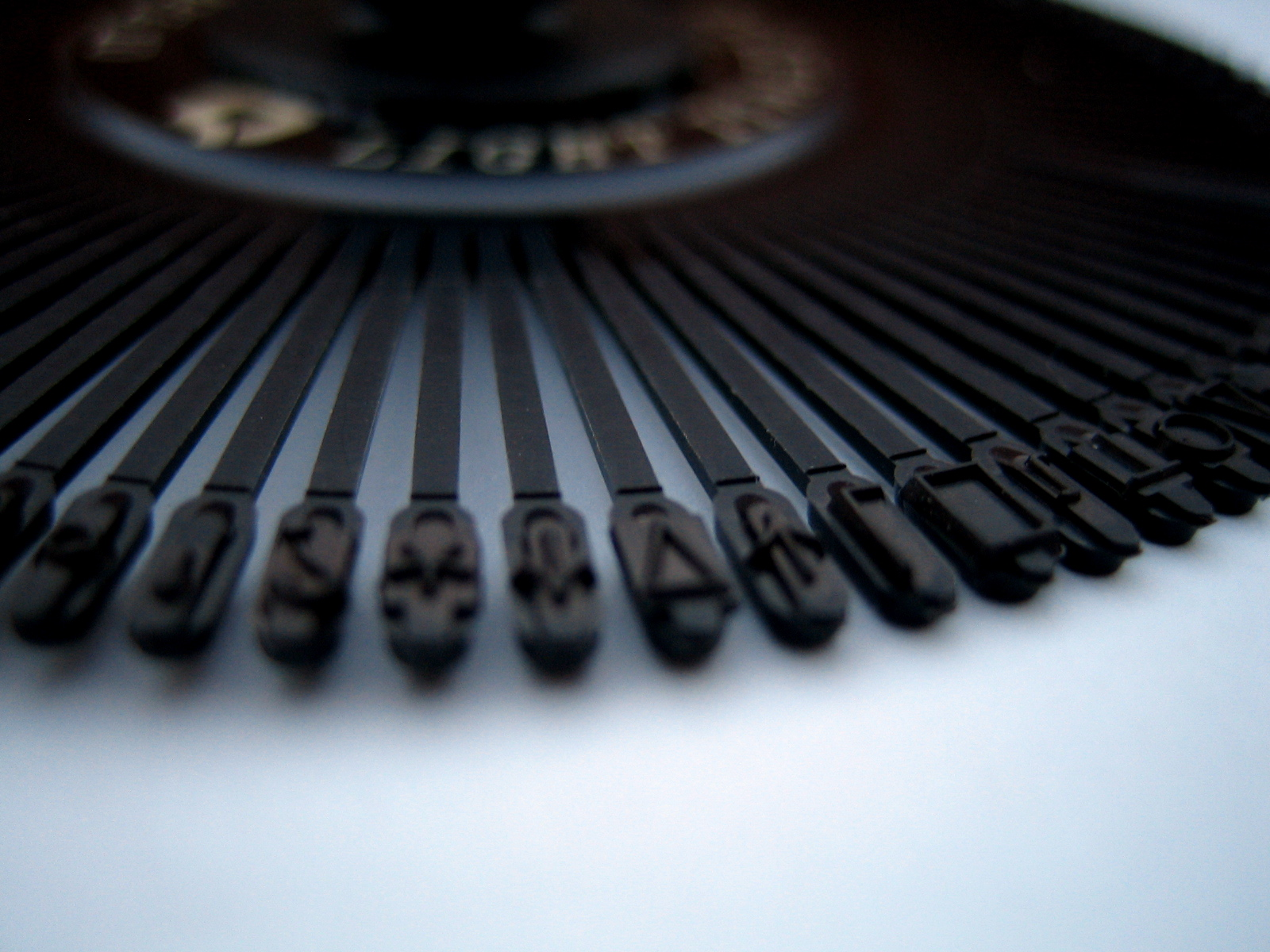
Détail d'une imprimante à marguerite.

Une imprimante est un équipement qui sert à faire sortir des informations sous forme d'images sur du papier. Il peut s'agir de documents ou de photos.
Sur une imprimante à marguerite, un marteau frappe successivement les différentes pattes d'une étoile souple (la marguerite) contre un ruban encreur. Au bout de chaque patte se trouve l'empreinte d'un caractère typographique. Cette technique est directement héritée des machines à écrire.
Sur une imprimante matricielle, l'image est imprimée par les frappes d'un groupe d'aiguilles sur un ruban encreur. Cette technique, très bruyante, permet toutefois d'effectuer des copies sur papier carbone, ce qui la rend encore très utile pour l'impression de factures ou de bons de livraison.
Sur une imprimante à jet d'encre, l'image est imprimée par projection de gouttelettes d'encre sur le papier. Cette technique, évolution des imprimantes matricielles, est apparue en 1970.
Sur une imprimante laser, un rayon laser dessine l'image à reproduire sur un tambour, qui se polarise et attire une poudre noire (le toner) qui reproduit alors fidèlement l'image à imprimer. Une feuille de papier pré polarisée est enroulée sur le tambour les inscriptions en poudre sont transférées sur le papier. La feuille passe alors entre deux rouleaux presseurs dont un chauffe, la poudre fond s'incrustant définitivement sur le papier. Cette technique est aussi utilisée sur les photocopieurs depuis 1976.

## Réseaux

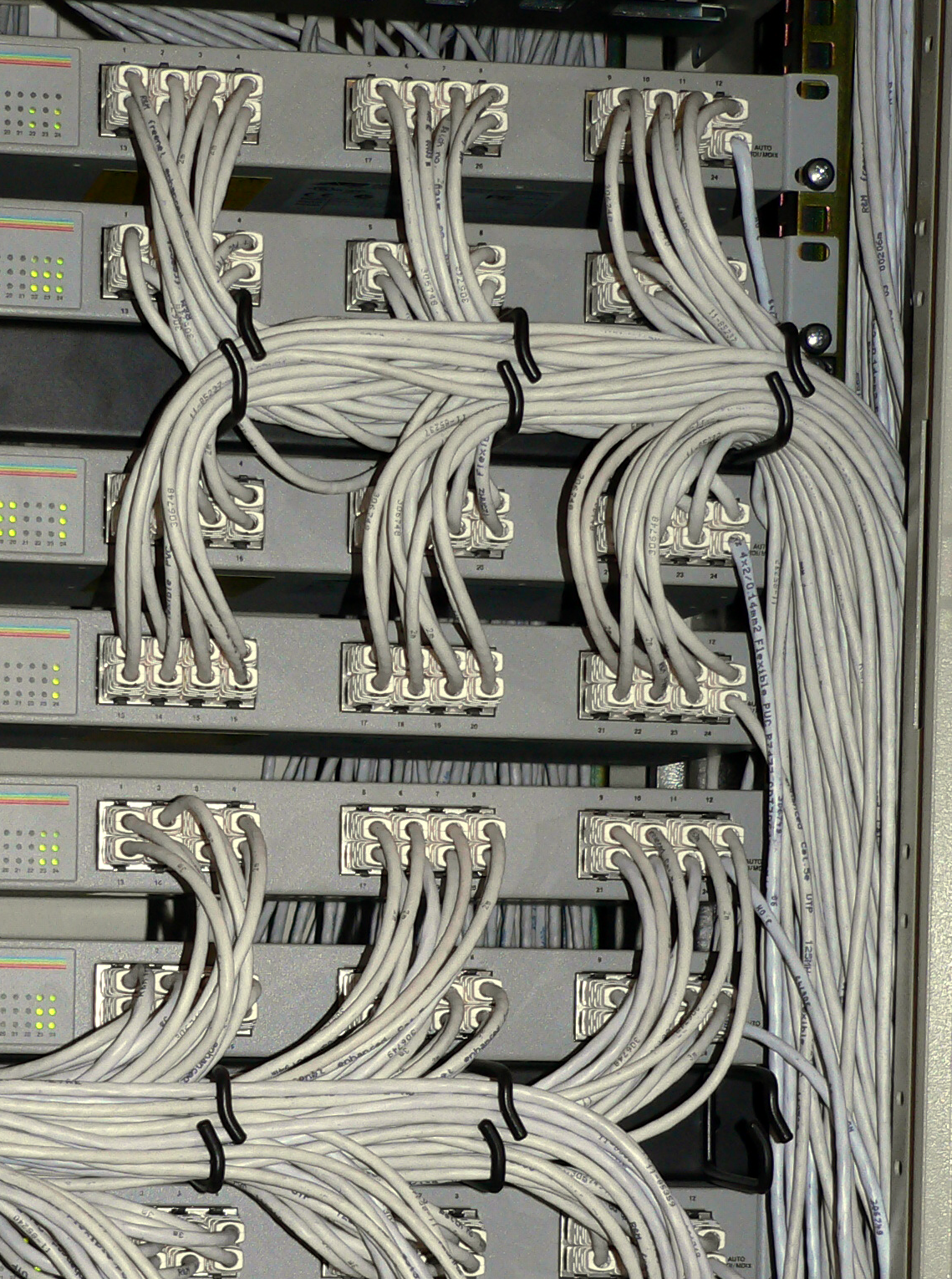
Une interconnexion par câbles.

Les équipements de réseau sont l'ensemble des équipements relatifs à la communication d'informations entre des appareils informatiques. Les équipements servent à l'envoi d'informations, à la réception, à la retransmission, et au filtrage.
Les communications peuvent se faire par câble, par onde radio, par satellite, ou par fibre optique.
- Un protocole de communication est une norme industrielle relative à la communication d'informations. La norme établit autant le point de vue électronique (tensions, fréquences) que le point de vue informationnel (choix des informations, format) ainsi que le déroulement des opérations de communication (qui initie la communication, comment réagit le correspondant, combien de temps dure la communication, etc.).
- Le modèle OSI est une norme internationale de répartition des tâches relatives à la structuration et à l'interprétation des informations qui circulent sur un réseau informatique. Le modèle comporte 7 niveaux indépendants. Une norme industrielle ou d'un niveau donné peut être combinée avec n'importe quelle norme industrielle d'une couche située en dessus ou en dessous.

En règle générale les équipements de transmission prennent en charge les normes industrielles et les protocoles de communication des niveaux 1 et 2. Les niveaux 3 à 7 sont pris en charge par les logiciels.

### Équipements

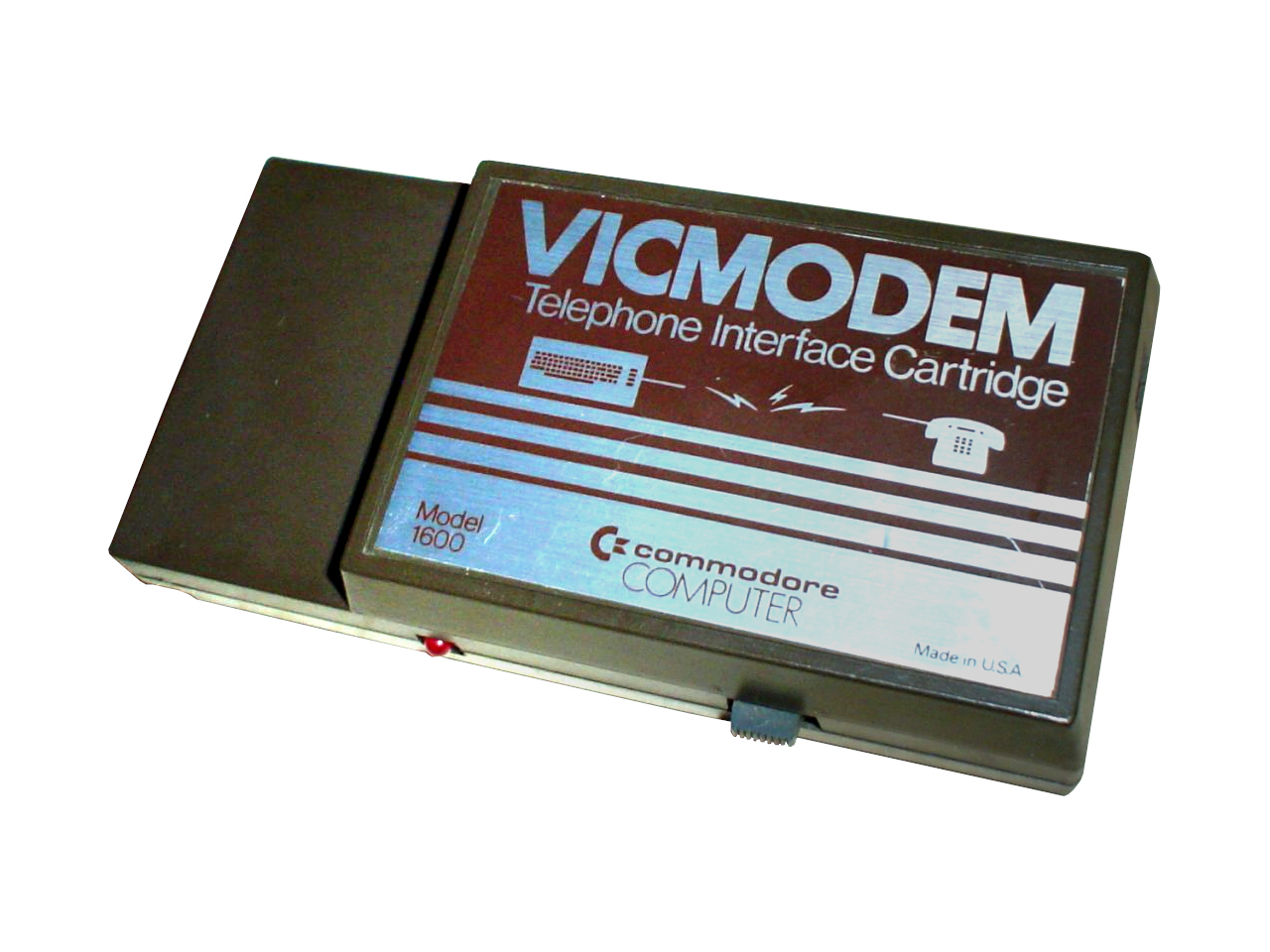
Un modem.

Une carte réseau est un circuit imprimé qui sert à recevoir et envoyer des informations conformément à un ou plusieurs protocoles.
Un modem est un équipement qui sert à envoyer des informations sous forme d'un signal électrique modulé, ce qui permet de les faire passer sur une ligne de communication analogique telle une ligne téléphonique.
Un hub Ethernet est un appareil de relais utilisé dans les réseaux informatiques. Il est équipé de plusieurs connecteurs, chaque information reçue par un des connecteurs est retransmise sur tous les autres connecteurs. Un hub travaille au niveau OSI 1.
Un commutateur réseau (en anglais switch) est un appareil de relais utilisé dans les réseaux informatiques. Il est équipé de plusieurs connecteurs, chaque information reçue par un des connecteurs est analysée, puis retransmise dès que possible sur le connecteur ou se trouve le destinataire. Un commutateur réseau travaille au niveau OSI 1 et 2.
Un routeur est un appareil de filtrage des informations utilisé dans les réseaux informatiques. Il est équipé de deux connecteurs. Le routeur analyse les informations qu'il reçoit par un des connecteurs, puis en fonction de table de routage transforme les informations, et décide s'il est nécessaire de les retransmettre sur l'autre connecteur. Un routeur travaille aux niveaux OSI 1, 2 et 3.